# Fédération mondiale des sociétés de roses
La Fédération mondiale des sociétés de roses (World Federation of Rose Societies) est une organisation internationale privée qui regroupe des sociétés nationales de roses et qui a pour but de développer les connaissances sur la rose en organisant des conférences internationales et en jouant le rôle d'un centre d'information mondial. 
Elle a été fondée à Londres (Royaume-Uni) en 1968. Les membres fondateurs étaient les sociétés de roses des huit pays suivants :  Afrique du Sud, Australie, Belgique, États-Unis, Israël, Nouvelle-Zélande, Roumanie, Royaume-Uni.
Actuellement, 37 pays lui sont affiliés dont la France et le Canada. La France a accueilli son congrès pour la première fois en 2015 avec la ville de Lyon, ville d'où sont originaires les plus grandes familles de rosiéristes français, comme Guillot, Pernet-Ducher, Meilland, Schwartz, Dubreuil..., qui ont permis la création de près de trois mille variétés de roses en un siècle. La fédération publie une revue biannuelle en anglais, World Rose News.
Cette association décerne régulièrement des distinctions à de nouvelles variétés de roses, dont celle de la rose favorite du monde.

## Liste des sociétés nationales affiliées
- Afrique du Sud : Federation of Rose Societies of South Africa
- Allemagne : Gesellschaft Deutscher Rosenfreunde
- Argentine : Asociación Argentina de Rosicultura
- Australie : National Rose Society of Australia
- Autriche : Osterreichische Rosenfreunde Garten-Gesellschaft
- Bangladesh : National Rose Society of Bangladesh
- Belgique : Société royale nationale 'Les Amis de la rose'
- Bermudes : Bermuda Rose Society
- Canada : Société canadienne des roses
- Chili : Asociación Chilena de la Rosa
- Chine : China Rose Society
- Danemark : Det Danske Rosenselskab
- Finlande : Suomen Ruususeura
- Espagne : Asociación Española de la Rose
- États-Unis : American Rose Society
- France : Société française des roses
- Grèce : The Hellenic Rose Society
- Inde : Indian Rose Federation
- Irlande du Nord : Rose Society of Northern Ireland
- Israël : The Jerusalem Foundation
- Italie : Associazione Italiana della Rosa
- Japon : Japan Rose Society
- Luxembourg : Letzeburger Rousefrënn
- Nouvelle-Zélande : New Zealand Rose Society Inc.
- Norvège : Norsk Roseforening
- Pakistan : Pakistan National Rose Society
- Pays-Bas : De Nederlandse Rozenvereniging
- Pologne : Polski Towarzystwo Milosników Ró�z
- République tchèque : Czech Rosa Club
- Roumanie : Asociatia Amicii Rozelor din Romania
- Royaume-Uni : Royal National Rose Society
- Russie : Russian Association of Rosarians
- Slovaquie : Rosa Klub Zvolen - Slovakia
- Slovénie : Drustvo Ljubiteljev Vrtnic Slovenije
- Suède : Svenska Rosensällskapet
- Suisse : Société suisse des roses
- Uruguay : Asociación Uruguaya de la Rose
- Zimbabwe : Rose Society of Zimbabwe

## Les congrès
- 2018 : Copenhague (Danemark)[3]
- 2015 : Lyon (France)[4]
- 2012 : Sandton (Afrique du Sud)
- 2009 : Vancouver (Canada)
- 2006 : Osaka (Japon)
- 2003 : Glasgow (Écosse)
- 2000 : Houston (États-Unis)
- 1997 : Benelux
- 1994 : Christchurch (Nouvelle-Zélande)
- 1991 : Belfast (Irlande du Nord)
- 1988 : Sydney (Australie)
- 1985 : Toronto (Canada)
- 1983 : Baden-Baden (Allemagne)
- 1981 : Jérusalem (Israël)
- 1979 : Pretoria (Afrique du Sud)
- 1976 : Oxford (Angleterre)
- 1974 : Chicago (États-Unis)
- 1971 : Hamilton (Nouvelle-Zélande)
- 1968 : Londres (Angleterre)